# Vlag van Urk

Vlag van de gemeente Urk

De vlag van Urk is bij raadsbesluit op 9 april 1965 vastgesteld als de gemeentelijke vlag van de Overijsselse gemeente Urk. Op 1 januari 1986 ging Urk over naar de provincie Flevoland.

## Beschrijving
De beschrijving van de vlag is als volgt:
Blauw met een witte schelvis, langs de bovenzijde van de vlag een smalle, in twee horizontale banen van rood en wit verdeelde zoom en langs de onderzijde van de vlag een smalle, in twee horizontale banen van rood en wit verdeelde zoom, de zomen met een hoogte van elk 1/6 van de totale vlaghoogte.

## Achtergrond
De Stichting voor Banistiek en Heraldiek maakte in 1964 het ontwerp. Het ontwerp stamt af van een oud gebruik in de scheepvaart, waarbij de kleuren van de Nederlandse vlag boven en onder zijn toegevoegd. Ook is het duidelijk afgeleid van het wapen van Urk. Urk heeft als vissersgemeenschap een sterke binding met de zee. 

## Verwante afbeelding

Wapen van Urk

Almere ·
Dronten ·
Lelystad ·
Noordoostpolder ·
Urk ·
Zeewolde
Ambt Delden 
· Avereest 
· Bathmen 
· Blokzijl 
· Brederwiede 
· Den Ham 
· Denekamp 
· Diepenheim 
· Diepenveen 
· Genemuiden 
· Goor 
· Gramsbergen 
· Hasselt 
· Heino 
· Holten 
· IJsselham 
· IJsselmuiden 
· Markelo 
· Nieuwleusen 
· Noordoostpolder 
· Olst 
· Ootmarsum 
· Rijssen 
· Stad Delden 
· Steenwijk 
· Steenwijkerwold 
· Urk 
· Vollenhove 
· Vriezenveen 
· Wanneperveen 
· Weerselo
· Wijhe 
· Zwartsluis 
· Zwollerkerspel